# CB Lucentum Alicante
Maillots
Le Club Baloncesto Lucentum Alicante, est un ancien club espagnol de basket-ball basé à Alicante. Le club, au terme de la saison 2011-2012, quitte la Liga ACB, la première division du championnat espagnol, en raison de problèmes financiers. Au mois d'août 2015 le club est déclaré en faillite et dissout. La Fundación Lucentum Baloncesto, créé deux mois avant cette banqueroute, perpétue désormais la pratique du basket-ball dans la ville.

## Historique

### Sponsoring
- 1994 - 1995 : Ernesto Electrodomésticos Alicante
- 1995 - 2000 : Lucentum Alicante
- 2000 - 2001 : Proaguas Costablanca
- 2001 - 2003 : Lucentum Alicante
- 2003 - 2007 : Etosa Alicante
- 2007 - 2008 : Alicante Costa Blanca
- 2008 - 2009 : Lucentum Alicante
- 2009 - 2011 : Meridiano Alicante
- 2011 - 2015 : Lucentum Alicante

## Résultats sportifs

### Palmarès
| Compétitions nationales | Compétitions internationales |
| - Championnat d'Espagnol D2 : - Vainqueur (3) : 2000, 2010, 2013. - Finaliste (2) : 2009. - Championnat d'Espagnol D3 : - Vainqueur (1) : 2014. - Coupe Prince des Asturies (es) : - Vainqueur (2) : 2002, 2009. - Finaliste (2) : 2008, 2017. | - Néant                      |

### Bilan par saison du club
| Saison            | Championnat national | Championnat national | Championnat national | Championnat national | Championnat national | Championnat national | Championnat national | Championnat national | Championnat national | Coupe d'Espagne | Supercoupe d'Espagne | Compétitions européennes | Compétitions européennes |
| Saison            | Niveau               | Division             | Classement           | Pts                  | MJ                   | V                    | D                    | %V                   | Playoffs             | Coupe d'Espagne | Supercoupe d'Espagne | Compétition              | Résultat                 |
| ----------------- | -------------------- | -------------------- | -------------------- | -------------------- | -------------------- | -------------------- | -------------------- | -------------------- | -------------------- | --------------- | -------------------- | ------------------------ | ------------------------ |
| Lucentum Alicante |                      |                      |                      |                      |                      |                      |                      |                      |                      |                 |                      |                          |                          |
| 1994-1995         | II                   | Liga EBA             | 4e/14 (gr. Sud)      |                      | 26                   | 17                   | 9                    | .654                 | 1/2 finales          | -               | -                    |                          |                          |
| 1995-1996         | II                   | Liga EBA             | 12e/16 (gr. Sud)     |                      | 30                   | 12                   | 18                   | .400                 | Play-out             | -               | -                    |                          |                          |
| 1996-1997         | II                   | LEB                  | 7e/14                | 41                   | 26                   | 15                   | 11                   | .577                 | 1/4 de finale        | -               | -                    |                          |                          |
| 1997-1998         | II                   | LEB                  | 7e/13                |                      | 24                   | 11                   | 13                   | .483                 | 1/4 de finale        | -               | -                    |                          |                          |
| 1998-1999         | II                   | LEB                  | 11e/14               |                      | 26                   | 10                   | 16                   | .385                 | 1/8e de finale       | -               | -                    |                          |                          |
| 1999-2000         | II                   | LEB                  | 1er/16               |                      | 30                   | 22                   | 8                    | .733                 | Vainqueur            | -               | -                    |                          |                          |
| 2000-2001         | I                    | ACB                  | 17e/18               | 43                   | 34                   | 9                    | 25                   | .265                 | -                    | -               | -                    |                          |                          |
| 2001-2002         | II                   | LEB                  | 3e/16                |                      | 30                   | 20                   | 10                   | .333                 | Vainqueur            | -               | -                    |                          |                          |
| 2002-2003         | I                    | ACB                  | 8e/18                | 52                   | 34                   | 18                   | 16                   | .529                 | 1/4 de finale        | -               | -                    |                          |                          |
| 2003-2004         | I                    | ACB                  | 14e/18               | 48                   | 34                   | 14                   | 20                   | .412                 | -                    | -               | -                    |                          |                          |
| 2004-2005         | I                    | ACB                  | 5e/18                | 57                   | 34                   | 23                   | 11                   | .676                 | 1/4 de finale        | 1/4 de finale   | -                    |                          |                          |
| 2005-2006         | I                    | ACB                  | 12e/18               | 48                   | 34                   | 14                   | 20                   | .412                 | -                    | -               | -                    |                          |                          |
| 2006-2007         | I                    | ACB                  | 17e/18               | 46                   | 34                   | 12                   | 22                   | .353                 | -                    | -               | -                    |                          |                          |
| 2007-2008         | II                   | LEB Oro              | 2e/18                |                      | 34                   | 24                   | 10                   | .706                 | 1/2 finales          | -               | -                    |                          |                          |
| 2008-2009         | II                   | LEB Oro              | 2e/18                |                      | 34                   | 25                   | 9                    | .735                 | Vainqueur            | -               | -                    |                          |                          |
| 2009-2010         | I                    | ACB                  | 15e/18               | 47                   | 34                   | 13                   | 21                   | .382                 | -                    | -               | -                    |                          |                          |
| 2010-2011         | I                    | ACB                  | 16e/18               | 43                   | 34                   | 9                    | 25                   | .265                 | -                    | -               | -                    |                          |                          |
| 2011-2012         | I                    | ACB                  | 8e/18                | 52                   | 34                   | 18                   | 16                   | .529                 | 1/4 de finale        | 1/4 de finale   | -                    |                          |                          |
| 2012-2013         | II                   | LEB Oro              | 3e/14                | 44                   | 26                   | 18                   | 8                    | .692                 | Vainqueur            | -               | -                    |                          |                          |
| 2013-2014         | IV                   | 1ª Nacional          |                      |                      |                      |                      |                      |                      |                      | -               | -                    |                          |                          |
| 2014-2015         | III                  | LEB Plata            | 5e/14                | 46                   | 28                   | 18                   | 10                   | .463                 | 1/2 finales          | -               | -                    |                          |                          |

## Joueurs et personnalités du club

### Entraîneurs
- 1994-novembre 1995 :  Luis Casimiro
- Novembre 1995 :  Cuqui Gómez
- Novembre 1995-février 1996 :  Slobodan Vukcecic
- Février 1996 :  Cuqui Gómez
- Février 1996-novembre 1998 :  Ernesto Delgado
- Novembre 1998 :  Cuqui Gómez
- Novembre 1998-avril 2001 :  Andreu Casadevall
- Avril- juin 2001 :  Jose Luis Oliete
- 2001-2003 :  Julio Lamas
- 2003-décembre 2003 :  Luis Casimiro
- Décembre 2003-2007 :  Trifon Poch
- 2007-mars 2008 :  Joaquín Costa
- Mars 2008-novembre 2010 :  Óscar Quintana
- Novembre 2010-2012 :  Txus Vidorreta
- Juin-octobre 2012 :  Josep Maria Berrocal
- Octobre 2012-2015 :  Rubén Perelló

### Joueurs célèbres ou marquants
- Alain Digbeu
- Thomas Heurtel
- Henk Norel
- Velimir Perasović
- Bruno Šundov
- Justin Doellman
- Benjamin Dewar
- Jeremy Hazell
- Kyle Hill
- Pablo Prigioni
- Moustapha Sonko
- Stéphane Dumas
- Marlon Maxey
- Lou Roe
- José Manuel Calderón